# Thermes de Trajan d'Acholla
Les thermes de Trajan d'Acholla, aussi appelés Grands thermes d'Acholla, sont un bâtiment d'époque romaine fouillé à Acholla (Tunisie) et qui a livré de superbes pavements de mosaïque désormais exposés au musée national du Bardo.
Les mosaïques d'Acholla ont permis de développer les études des mosaïques africaines et de comprendre la genèse de cet art en Afrique romaine.

## Histoire
En dépit de leur nom, ils ont été construits à l'époque de l'empereur Hadrien. Les pavements de mosaïque retrouvés figurent parmi les plus anciens de Tunisie et ont aidé à la compréhension de transposition d'œuvres peintes, aussi bien hellénistiques que romaines.

## Description des bâtiments
Les plus beaux pavements ont été trouvés dans le frigidarium des thermes. Celui-ci possédait un grand pavement central et deux petits dont l'un a été perdu.

## Mosaïques
Les mosaïques sont agencées comme des voûtes de plafonds, procédé présent depuis l'empereur Auguste et retrouvé à Pompéi, avec une frise tout autour.

### Décor de voûte réfléchie: Triomphe de Dionysos

Triomphe de Dionysos.

Cette mosaïque, qui était l'un des deux pavements latéraux, reprend la forme d'une voûte et décline sur des bandes des combats de centaures et autres animaux, avec Satyres et Ménades, le tout avec un riche arrière-plan végétal.
Le thème est ancien mais semble avoir été utilisé en Afrique pour la première fois. Le décor ressemble aux stucs conservés de la Domus aurea de Néron : les grotesques alternaient avec des éléments végétaux et des figures de Victoires et de Satyres appuyés sur des rinceaux végétaux. Le triomphe est la représentation la plus ancienne de ce thème en Afrique : la divinité est sur un char tiré par des centaures ; il a un thyrse et un cratère d'or. Il est vêtu d'une robe et porte au-dessus de sa tête un voile dressé par le vent. Les centaures, un jeune et un vieux, tiennent l'un une torche et l'autre une corbeille de fruits et de fleurs.
Sur les côtés se tiennent des Néréides et d'autres créatures marines.
Dans deux médaillons se trouvent deux bustes du Printemps et de l'Hiver. En outre, le médaillon de l'Été a été conservé.
Dionysos représente au travers de la mosaïque un dieu de la fécondité, le maître des saisons et un maître de l'espace par le cortège marin figuré sur la frise longeant la bordure de l'œuvre. Il est aussi un « propagateur de la civilisation » selon Mohamed Yacoub.

Médaillon du printemps.
Médaillon de l'hiver.

### Décor de voûte réfléchie: combat de centaures et de fauves

Décor de voûte réfléchie : combat de centaures et de fauves.

Mutilé, ce décor appartient à la mosaïque centrale du frigidarium. La composition en forme de voûte prend l'aspect sur le sol de bandes diagonales au centre desquelles se trouvait un motif central désormais perdu. Les éléments conservés montrent un combat très violent de centaures et de divers fauves et, sur une frise intérieure, les ébats d'un satyre et d'une nymphe ; certaines scènes en sont cependant perdues.
L'alliance des deux thèmes de la violence et de la galanterie évoque selon Yacoub « la maîtrise de Dionysos sur les forces sauvages et [...] la joie de vivre qu'il procure à ses fidèles ».

### Décor de théâtre lié au IVestyle pompéien

Décor de théâtre.

La mosaïque, très mutilée, provient d'une pièce en abside des thermes et représente Dionysos dans une ambiance théâtrale. Le décor est proche des fresques du IVe style avec l'usage de guirlandes, arabesques et dorures. Il s'agit de la transposition d'un décor réalisé pour une paroi et c'est le seul exemple connu de ce type de transposition.
Le registre inférieur représente une scène de cueillette au milieu de trophées et d'une petite niche contenant une statue de Dionysos. Au centre se trouvent des figures mythologiques : une Victoire, deux masques ailés de Vents et des Tritons. Une architecture fantaisiste entoure les scènes et, sur un pilier situé sur un côté, subsiste une Saison. Dans l'arc joignant les piliers se trouvent des sphinx et des lionnes. Une coquille surplombe enfin la scène et l'éclaire.
Une autre mosaïque représente la divinité chevauchant un tigre.

## Interprétation
Les œuvres démontrent l'originalité précoce des mosaïstes africains. L'usage des grotesques et la riche iconographie sont placés au service de la glorification de Dionysos.
La fantaisie est cependant plus grande dans les choix iconographiques d'Acholla que dans le IVe style pompéien.